# 하야시자키역
하야시자키역(일본어: 林崎駅)은 일본 아오모리현 기타쓰가루군 후지사키정에 위치한 동일본 여객철도 고노 선의 철도역이다. 단선 승강장 1면 1선의 구조를 갖춘 지상역이다.

## 역 주변
- 국도 제339호선

## 역사
- 1935년 4월 15일 : 개업.
- 1945년 6월 : 영업 중지.
- 1946년 : 영업 재개.
- 1987년 4월 1일 : 일본국유철도 분할 민영화에 의해, 동일본 여객철도가 승계.
- 2007년 2월 : 플랫폼 연장 공사 종료. 3량 대응에서부터 4량 대응으로 함.

## 인접 역
| 동일본 여객철도 고노 선      | 동일본 여객철도 고노 선 | 동일본 여객철도 고노 선 |
| ---------------------------- | ----------------------- | ----------------------- |
| 이타야나기 히가시노시로 방면 | 고노 선                 | 후지사키 가와베 방면    |